# Diogene di Enoanda
Diogene di Enoanda (Licia, I secolo d.C. – Enoanda, II secolo d.C.) è stato un filosofo greco antico, appartenente all'Epicureismo.

## Biografia
Diogene visse nel II secolo d.C. Nulla si sa della sua vita, a parte le scarse informazioni che egli stesso ci rivela.
Egli fece incidere una sintesi della filosofia di Epicuro su una parete del portico di una sua proprietà nell'antica città di Enoanda, in Licia (nell'attuale Turchia sud-occidentale). La stessa iscrizione, che era stata datata alla seconda metà del II secolo d.C., è stata assegnata per motivi epigrafici al periodo di Adriano, anche se c'è chi sostiene sia precedente, fino al I secolo d.C. Diogene era abbastanza ricco per acquisire un largo tratto di terreno nella città di Enoanda e di costruire (o eventualmente acquistare) una piazza per mostrare la sua iscrizione:
(Introduzione dell'iscrizione)

## Opera

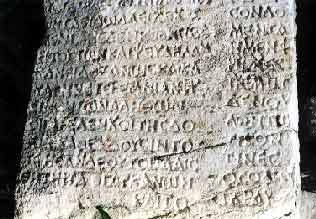
Una parte dell'iscrizione di Diogene di Enoanda, in una delle prime fotografie scattate

Come uomo che ha trovato la pace mettendo in pratica le dottrine di Epicuro, ci dice che nella sua vecchiaia è stato spinto a ciò "per aiutare anche coloro che verranno dopo di noi" e "mettere a disposizione quindi i rimedi della salvezza per mezzo di questo portico".
I frammenti superstiti della parete, che in origine era lunga circa 80 metri, sono di notevole utilità: in origine l'iscrizione di Diogene era di circa 25.000 parole per circa 260 metri quadrati, ma meno di un terzo di essa è stato recuperato. Essi costituiscono una fonte importante della filosofia epicurea, poiché l'iscrizione espone insegnamenti sulla fisica, epistemologia e l'etica di Epicuro, come risulta anche dalle opere superstiti dello stesso filosofo.
Diogene costruì una piazza rettangolare circondata da un portico, arredato con statue. Su uno dei lati minori pose un portale, e forse il suo mausoleo sul lato opposto. Sui due lati maggiori scrisse un lungo resoconto delle dottrine epicuree.
L'iscrizione è 2,37 metri di altezza, ed estesa circa 80 metri. Come detto, in origine era di circa 25.000 parole per 260 metri quadrati, ma la gran parte è andata distrutta.
Il portico fu scoperto nel 1884 da Maurice Holleaux, ed i primi 64 frammenti sono stati pubblicati nel 1892: da allora, altri frammenti sono stati scoperti, in particolare in una serie di scavi guidati da Martin Ferguson Smith, portando al recupero di circa un quarto dell'iscrizione. I pezzi di più recente scoperta sono stati portati alla luce negli scavi dell'Istituto Archeologico Tedesco; tra le parti scoperte nel 2008 è stata ritrovata una dichiarazione sulla teoria platonica della cosmogonia, dal punto di vista epicureo.

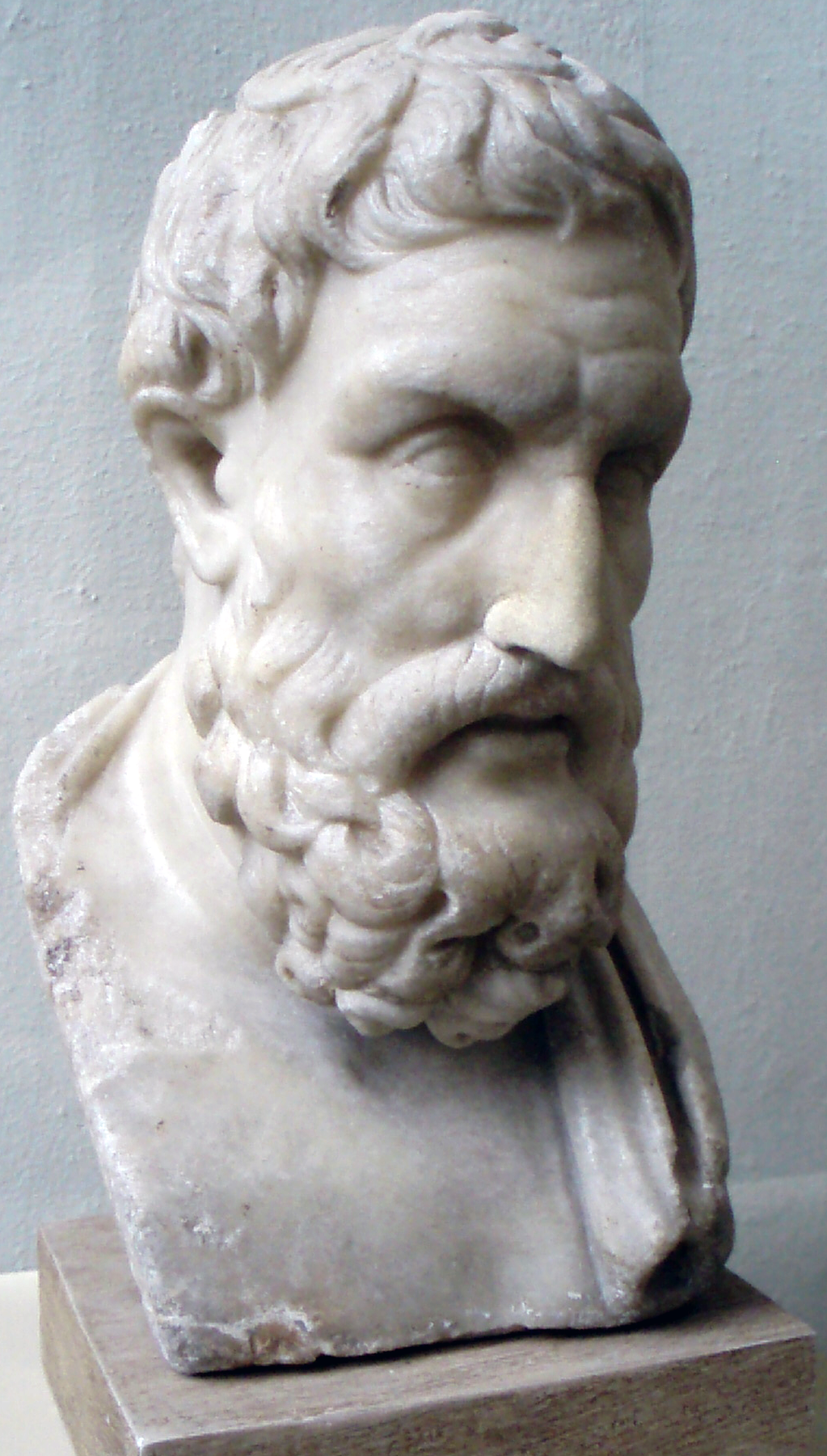
Epicuro

L'iscrizione contiene tre trattati scritti da Diogene stesso, lettere varie e massime:
- Un trattato di etica, che descrive come il piacere è il fine della vita, come la virtù è un mezzo per realizzarlo; spiega quindi come raggiungere la vita felice.
- Un trattato di fisica, che ha molti paralleli con Lucrezio, e include discussioni su sogni, sugli dèi, e contiene un racconto dell'origine degli esseri umani e sull'invenzione dell'abbigliamento, della parola e della scrittura.
- Un trattato sulla vecchiaia, in cui difende l'età avanzata contro i sarcasmi dei giovani, anche se poco di questo trattato sopravvive.
- Lettere di Diogene ai suoi amici, che comprende una lettera indirizzata a un certo Antipatro riguardo alla dottrina epicurea di innumerevoli mondi.
- Massime epicuree, tra cui una raccolta di detti di Epicuro e di altri eminenti filosofi della scuola, allegate alla fine del trattato di etica.
- Lettere di Epicuro, che comprende un frammento della perduta lettera alla madre di Epicuro, di cui parla Diogene Laerzio, sul tema dei sogni.[1]

(Estratti dell'iscrizione)